# Palo Alto Networks
Palo Alto Networks, Inc. (NYSE: PANW) ist ein amerikanisches multinationales IT-Sicherheitsunternehmen mit Hauptsitz in Santa Clara, Kalifornien. Seine Kernprodukte sind eine Plattform, die Firewalls und Cloud-basierte Angebote umfasst, die diese Firewalls um weitere Sicherheitsaspekte erweitern. Das Unternehmen arbeitet für über 60.000 Organisationen in mehr als 150 Ländern, darunter 85 der Fortune 100, ist Sitz des Forschungsteams für Bedrohungen von Unit 42 und Gastgeber der Cybersicherheitskonferenz Ignite. Das Leitbild des Unternehmens lautet „Cybersecurity partner of choice, protecting our digital way of life“. Im Juni 2018 wurde das Unternehmen auf Platz 8 der Forbes Digital 100 gelistet.

## Geschichte
Palo Alto Networks wurde 2005 von Nir Zuk gegründet, ein ehemaliger Ingenieur von Check Point und NetScreen Technologies, er war der Hauptentwickler der ersten Stateful-Inspection-Firewall und des ersten Intrusion-Prevention-Systems.
Seit 2007 liefert das Unternehmen eine Unternehmensfirewall aus.
Im Juni 2018 trat die ehemalige Google- und SoftBank-Führungskraft Nikesh Arora dem Unternehmen als Chairman und CEO bei.
Sein Vorgänger, Mark McLaughlin, wurde stellvertretender Vorsitzender des Vorstands. Arora erhielt ein Gehaltspaket im Wert von rund 128 Millionen US-Dollar, womit er zu den höchstbezahlten Führungskräften in den Vereinigten Staaten gehörte. Im September 2018 kam Liane Hornsey, ehemals Chief People Officer bei Uber, als Chief People Officer zu Palo Alto Networks. Im Oktober 2018 trat Amit Singh, ehemals Chief Business Officer bei Google, die Nachfolge von Mark Anderson als Präsident von Palo Alto Networks an.